# Aartsbisdom Arusha

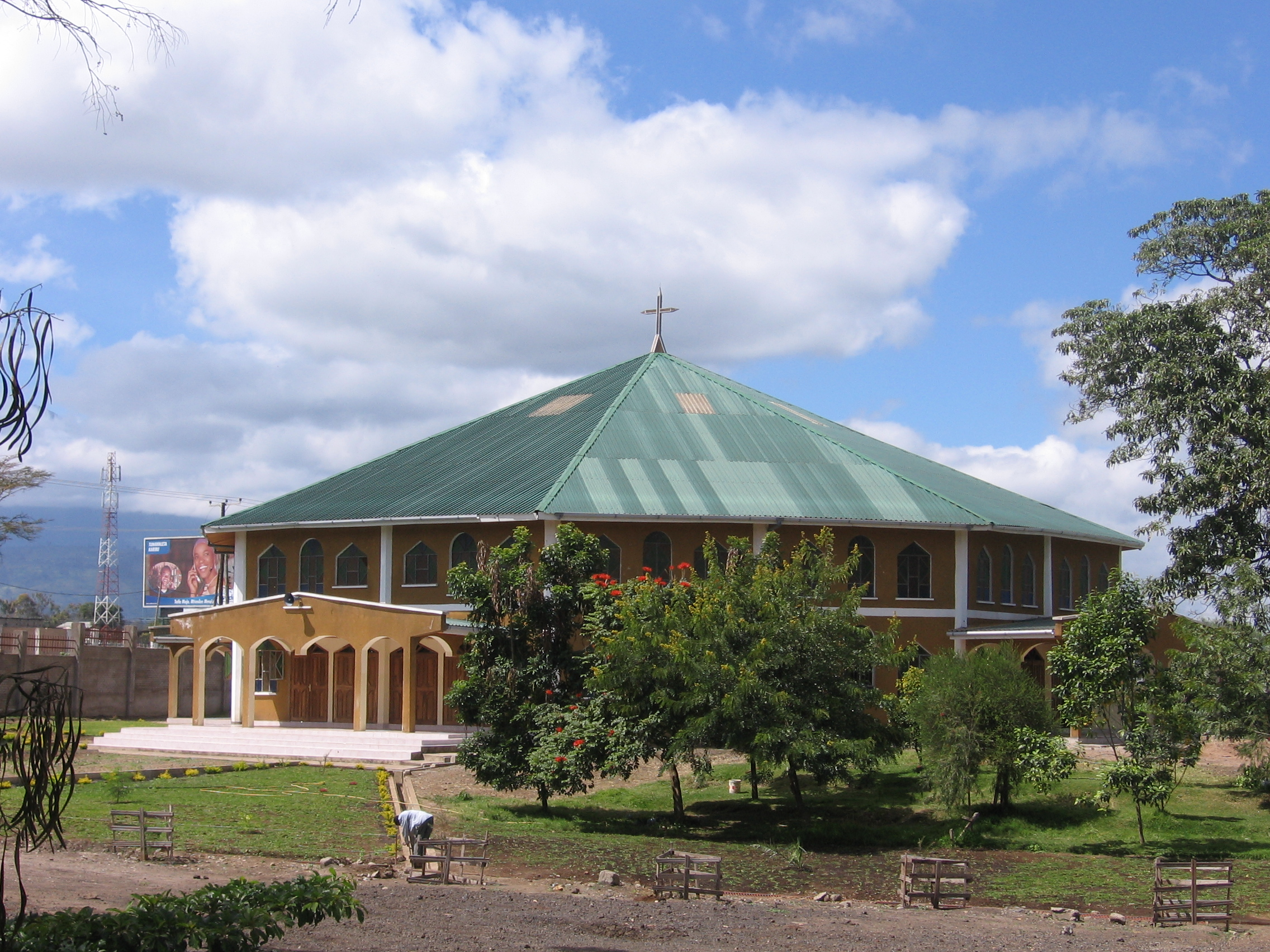
Kathedraal van Arusha

Het aartsbisdom Arusha (Latijn: Archidioecesis Arushaensis) is een rooms-katholiek aartsbisdom met als zetel Arusha in Tanzania.
In 1963 werd het bisdom Arusha opgericht en in 1999 werd het verheven tot aartsbisdom. Josaphat Louis Lebulu, bisschop van Arusha sinds 1998, werd de eerste aartsbisschop. 
Arusha heeft drie suffragane bisdommen:
- Bisdom Mbulu
- Bisdom Moshi
- Bisdom Same

In 2018 telde het aartsbisdom 54 parochies. Het bisdom heeft een oppervlakte van 67.340 km² en telde in 2018 2.781.000 inwoners waarvan 20% rooms-katholiek was. 

## Aartsbisschoppen
- Josaphat Louis Lebulu (1999-2017)
- Isaac Amani Massawe (2017-)